# Teenage Dirtbag
Teenage Dirtbag (englisch, etwa „Jugendlicher Drecksack“) ist ein Song der US-amerikanischen Pop-Rock-Band Wheatus. Der Song ist die erste Singleauskopplung ihres selbstbetitelten Debütalbums Wheatus und wurde am 17. Juli 2000 veröffentlicht. Zudem ist er auch auf dem Soundtrack zum Film Loser enthalten.

## Inhalt
Das Lied handelt von einem jugendlichen Außenseiter, der in ein Mädchen (Noelle) verliebt ist, das diesen jedoch scheinbar nicht beachtet. So erzählt er, wie er von ihr träumt und sie zu einem Konzert von Iron Maiden einlädt. Doch Noelle ignoriert ihn und ist stattdessen mit einem reichen und gutaussehenden Jungen aus ihrer Schule zusammen. In der dritten Strophe kommt sie jedoch unverhofft zu ihm und fragt ihn, ob er sie auf das Iron-Maiden-Konzert begleite. Auch die hohen Textzeilen aus der Sicht von Noelle gegen Ende des Liedes werden von Brendan B. Brown gesungen.

## Produktion
Das Lied wurde von Wheatus in Zusammenarbeit mit dem Musikproduzenten Philip A. Jimenez produziert. Der Text und die Musik wurden von Wheatus-Sänger Brendan B. Brown geschrieben.

## Musikvideo
Bei dem zu Teenage Dirtbag gedrehten Musikvideo führte Jeff Gordon Regie. Es enthält Szenen aus dem Film Loser, in dem die Schauspieler Jason Biggs und Mena Suvari mitspielen. Zudem wurden einige Szenen mit den Schauspielern neu gedreht, um das Video an den Songtext anzupassen. Auf YouTube verzeichnet es über 306 Millionen Aufrufe (Stand: Oktober 2024).
Zu Beginn fährt Jason Biggs in der Rolle des Außenseiters mit seinem Fahrrad zur Schule, das kurz darauf von Mena Suvaris Freund im Auto umgefahren wird. Anschließend läuft er durch die Schulgänge und wird von ihrem Freund umgerempelt, während er sie anlächelt. Als Mena Suvaris Freund den Außenseiter auf dem Schulhof weiter schikaniert, ist sie jedoch von seinem Verhalten enttäuscht und wendet sich von ihm ab. Zwischendurch wird die Band gezeigt, die den Song in einer Turnhalle, umgeben von Jugendlichen, spielt. In der dritten Strophe wechselt die Szenerie zum Abschlussball, bei dem Jason Biggs zuerst allein an einem Tisch sitzt, doch kurz darauf kommt Mena Suvari zu ihm, bittet ihn zum Tanz und lädt ihn zu einem Konzert von Iron Maiden ein. In einer zweiten Version des Videos fällt am Ende eine Discokugel auf Jason Biggs Kopf und es stellt sich heraus, dass er alles nur geträumt hat.

## Single

### Covergestaltung
Das Singlecover zeigt einen blauen Chevrolet Camaro. Im oberen Bildteil befinden sich die Schriftzüge Wheatus in Rot und Teenage Dirtbag, deutlich kleiner in Weiß. Der Hintergrund ist blau gehalten.

### Titelliste
1. Teenage Dirtbag (Explicit Albumversion) – 4:03
2. I’d Never Write a Song About You – 3:38
3. Sunshine (Remix) – 2:52

### Chartplatzierungen
Teenage Dirtbag stieg am 12. Februar 2001 auf Platz 75 in die deutschen Charts ein und erreichte am 9. April 2001 mit Rang 2 die höchste Position, die der Song vier Wochen belegte. Insgesamt konnte er sich 25 Wochen lang in den Top 100 halten, davon zwölf Wochen in den Top 10. In den deutschen Jahrescharts 2001 belegte die Single Platz 7. Besonders erfolgreich war Teenage Dirtbag in Österreich und Australien, wo es Rang 1 erreichte. Zudem platzierte es sich u. a. im Vereinigten Königreich, in Belgien, Schweden und der Schweiz in den Top 5. Dagegen verpasste das Lied in den Vereinigten Staaten die Top 100.
| ChartsChartplatzierungen     | Höchstplatzierung | Wochen |
| ---------------------------- | ----------------- | ------ |
| Deutschland (GfK)            | 2 (25 Wo.)        | 25     |
| Österreich (Ö3)              | 1 (19 Wo.)        | 19     |
| Schweiz (IFPI)               | 3 (25 Wo.)        | 25     |
| Vereinigtes Königreich (OCC) | 2 (45 Wo.)        | 45     |

| ChartsJahrescharts (2001)    | Platzierung |
| ---------------------------- | ----------- |
| Deutschland (GfK)            | 7           |
| Österreich (Ö3)              | 4           |
| Schweiz (IFPI)               | 22          |
| Vereinigtes Königreich (OCC) | 9           |

### Auszeichnungen für Musikverkäufe
Teenage Dirtbag wurde im Jahr 2023 für mehr als 750.000 Verkäufe in Deutschland mit Dreifachgold ausgezeichnet. Im Vereinigten Königreich erhielt die Single 2024 eine vierfache Platin-Schallplatte für über 2,4 Millionen verkaufte Exemplare. Insgesamt verkaufte sich Teenage Dirtbag mehr als fünf Millionen Mal.
| Land/Region                  | Auszeichnungen für Musikverkäufe (Land/Region, Auszeichnung, Verkäufe) | Verkäufe  |
| ---------------------------- | ---------------------------------------------------------------------- | --------- |
| Australien (ARIA)            | 3× Platin                                                              | 210.000   |
| Belgien (BRMA)               | Platin                                                                 | 50.000    |
| Dänemark (IFPI)              | Gold (Physisch) · + Gold (Digital)                                     | 55.000    |
| Deutschland (BVMI)           | 3× Gold                                                                | 900.000   |
| Neuseeland (RMNZ)            | 4× Platin                                                              | 120.000   |
| Norwegen (IFPI)              | Gold                                                                   | 10.000    |
| Österreich (IFPI)            | Platin                                                                 | 40.000    |
| Schweden (IFPI)              | Platin                                                                 | 30.000    |
| Schweiz (IFPI)               | Gold                                                                   | 20.000    |
| Vereinigtes Königreich (BPI) | 4× Platin                                                              | 2.400.000 |
| Insgesamt                    | 5× Gold · 15× Platin ·                                                 | 3.835.000 |

Hauptartikel: Wheatus#Auszeichnungen für Musikverkäufe